# Kali (hinduism)

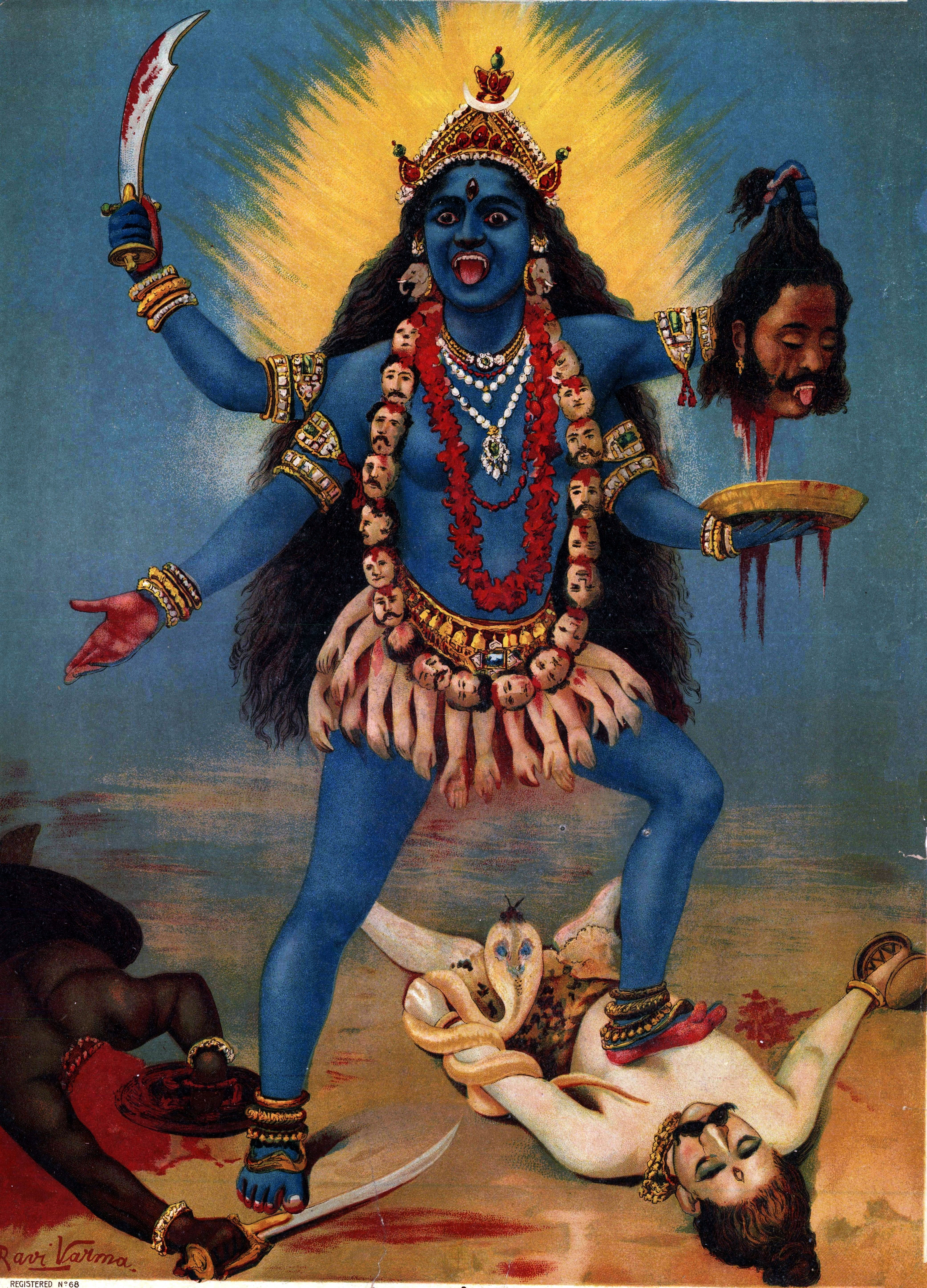
Kali av Raja Ravi Varma

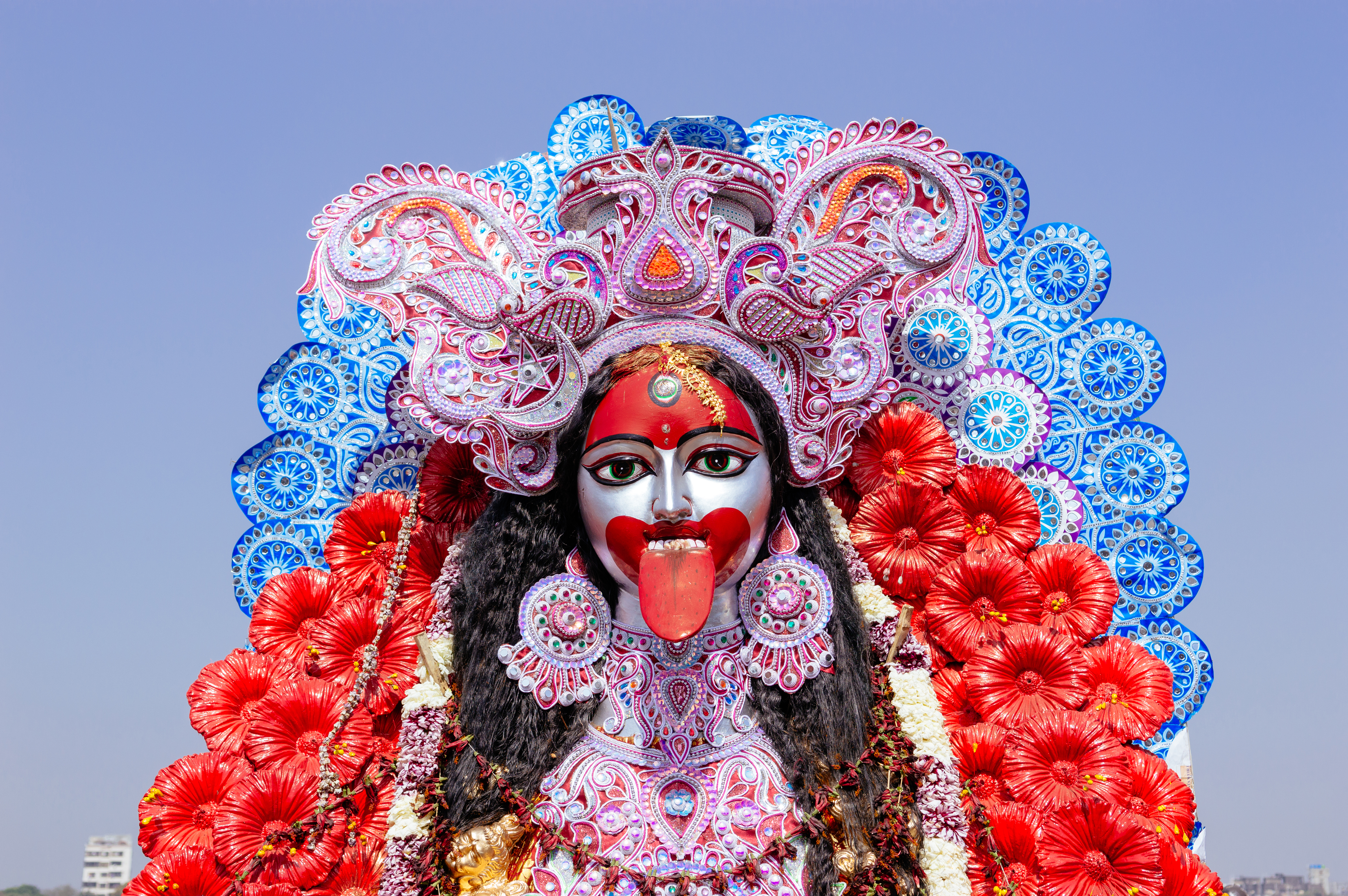
Gudabild som föreställer Kali

Kali (/ˈkɑːliː/, Sanskrit: काली, IAST: Kālī), även stavat Kaali, är dödens gudinna inom hinduismen. Hon är den dödligaste och vildaste formen av gudinnan Durga, som kommer fram under dennas mest intensiva kamp mot ondskan.  Hon är den högsta av Mahavidya, de tio formerna av den enda gudinnan Devi inom shaktismen. 
Hon beskrivs tidigast i eposet Devi Mahatmyam från cirka 1000 e.Kr. Där beskrivs hon som den aggressiva aspekten av gudinnan Durga. I den texten hjälper hon Durga i kampen mot de ondskans manliga demoner. 
Kali är i mytologin och ikonografin ofta partner (Shakti) till Shiva, men är aldrig underordnad honom. I den klassiska bilden av Kali dansar hon på Shivas liggande kropp. Kali är självständig och aggressiv, men samtidigt ömsint och kärleksfull. Hennes vanligaste symboler är ett avhugget huvud, en skål med blod och kött och en lång dolk.
Liksom övriga hinduiska gudinnor beskrivs hon i grunden som en del av den enda gudinnan Devi. Kali dyrkas inom shaktismen som den enda gudinnan Shaktis mäktigaste form. Hon är en del av den stridande gudinnan Durga, som i sin tur är en del av gudinnan Parvati, Shivas hustru. De tre gudinnorna ses därför som olika aspekter av samma gudinna, Shivas hustru, och Kali som hennes minst underordnade form. Hon ha kommit att dyrkas särskilt inom tantrismen, där hon ses som den mest ultimata formen av Brahman.